# Gymnothorax annasona
Gymnothorax annasona är en fiskart som beskrevs av Whitley, 1937. Gymnothorax annasona ingår i släktet Gymnothorax och familjen Muraenidae. Inga underarter finns listade i Catalogue of Life.